# 科爾文島
科爾文島（英語：Kolven Island）是南極洲的島嶼，位於麥克羅伯特森地，處於斯特德特島以東1公里的烏特斯蒂卡爾灣，根據挪威探險隊拍攝的空中照片繪入地圖，現時由南極條約體系管理。